# واسا (بریتیش کلمبیا)
واسا (انگلیسی: Wasa, British Columbia) یک جامعه ثبت نشده در منطقه ایست کوتنی در جنوب شرقی بریتیش کلمبیا است. این مکان، در ساحل شرقی رودخانه کوتنی در شمال دهانه نهر لوئیس، دریاچه واسا را احاطه کرده است. این محل، در بخش ادغام شده بزرگراه‌های ۹۳ و ۹۵، از طریق جاده حدود ۳۶ کیلومتری (۲۲ مایل) شمال کرنبروک و ۲۱۱ کیلومتری (۱۳۱ مایل) جنوب شرقی گولدن قرار دارد.